# Kentrosaurus aethiopicus
Kentrosaurus è un genere estinto di dinosauro stegosauride, vissuto nel tardo Giurassico, circa 155-150 milioni di anni fa, in quella che oggi è l'odierna Tanzania (Africa orientale). L'unica specie ascritta a questo genere è K. aethiopicus, nominata nel 1915, dal paleontologo tedesco Edwin Hennig. Nonostante sia spesso considerato un "primitivo membro" della famiglia degli stegosauria, recenti analisi cladistiche hanno dimostrato che si tratta di un genere più derivato ed evoluto rispetto ad altri stegosauridi, nonché uno stretto parente del nordamericano Stegosaurus.
I fossili di K. aethiopicus furono ritrovati all'interno della Formazione Tendaguru, datata dal tardo Kimmeridgiano e ai primi del Titoniano, circa 152 milioni di anni fa. Tra il 1909 e il 1912, grazie ad alcune spedizioni tedesche, nell'Africa orientale furono scoperte molte ossa fossili e anche se non tutti erano scheletri completi, i resti fornirono un quadro quasi completo dell'anatomia dell'animale.

## Descrizione
Kentrosaurus era un piccolo stegosauride. La morfologia dell'animale era molto simile a quello dell'affine Stegosaurus: corpo tozzo, sorretto da quattro zampe corte ma robuste di cui le posteriori avevano una limitata capacità di piegatura, testa piccola con un piccolo becco perfetto per strappare e masticare la vegetazione di cui si nutriva. Lungo la schiena possedeva ben due tipi di placche: dal collo fino alle scapole erano presenti delle piccole placche ossee, mentre dalle scapole fino alla punta della coda l'animale era ricoperto di spine ossee che proteggevano l'animale dagli attacchi dei predatori. Negli anni è stato descritto solo un singolo dente dell'animale, descritto nel 1925, da Hennig nella sua monografia. In seguito, è stato anche descritto la parte anteriore dell'osso mascellare e alcuni frammenti di dente. I denti mostrano una certa affinità con quelli dell'affine Stegosaurus, solo più piccoli.

### Dimensioni e postura

Dimensioni di Kentrosaurus in confronto a un umano

Rispetto ad altri stegosauridi come Stegosaurus, Hesperosaurus, Dacentrurus o Tuojiangosaurus, Kentrosaurus era di dimensioni nettamente inferiori ma comparabili con quelle di Huayangosaurus. Un esemplare adulto poteva raggiungere una lunghezza totale di 4,50 metri (15 ft), di cui poco più della metà era costituita dalla coda. Tuttavia nuovi resti indicano che alcuni esemplari potevano raggiungere una lunghezza di circa 5,50 metri (18 ft). Nel 2010, Gregory S. Paul stimò un peso di circa settecento kg, per un animale di quattro metri. Tuttavia una successiva stima sul peso, portò a un peso tra 1 e 1,5 tonnellate, a seconda della muscolatura della coda.
La lunga coda di Kentrosaurus indica che la posizione del centro della massa è insolitamente lontana per un animale quadrupede. La muscolatura poggiava proprio di fronte all'anca, in una posizione di solito riscontrata nei dinosauri bipedi. Tuttavia, i femori in questi animali erano dritti, al contrario dei normali dinosauri bipedi, il che indica una posizione dell'arto diritta e verticale. Il che indica che le zampe posteriori, se disposte di massicci muscoli, sorreggevano circa il 90% del peso dell'animale, mentre gli arti anteriori, più robusti ma più corti, sostenevano circa il 10-15% del peso corporeo dell'animale.

### Cranio e dentatura
La testa del Kentrosaurus era molto piccola e di forma piatta e allungata; il muso terminava con un becco corneo privo di denti, molto utile per strappare le fronde o per schiacciare piccoli semi dal guscio legnoso. Il cervello non era più grande di una noce, alloggiato in una cavità lunga almeno 6 cm. Nonostante ciò, il kentrosauro si era saputo adattare bene al suo ambiente.

### Placche e spine

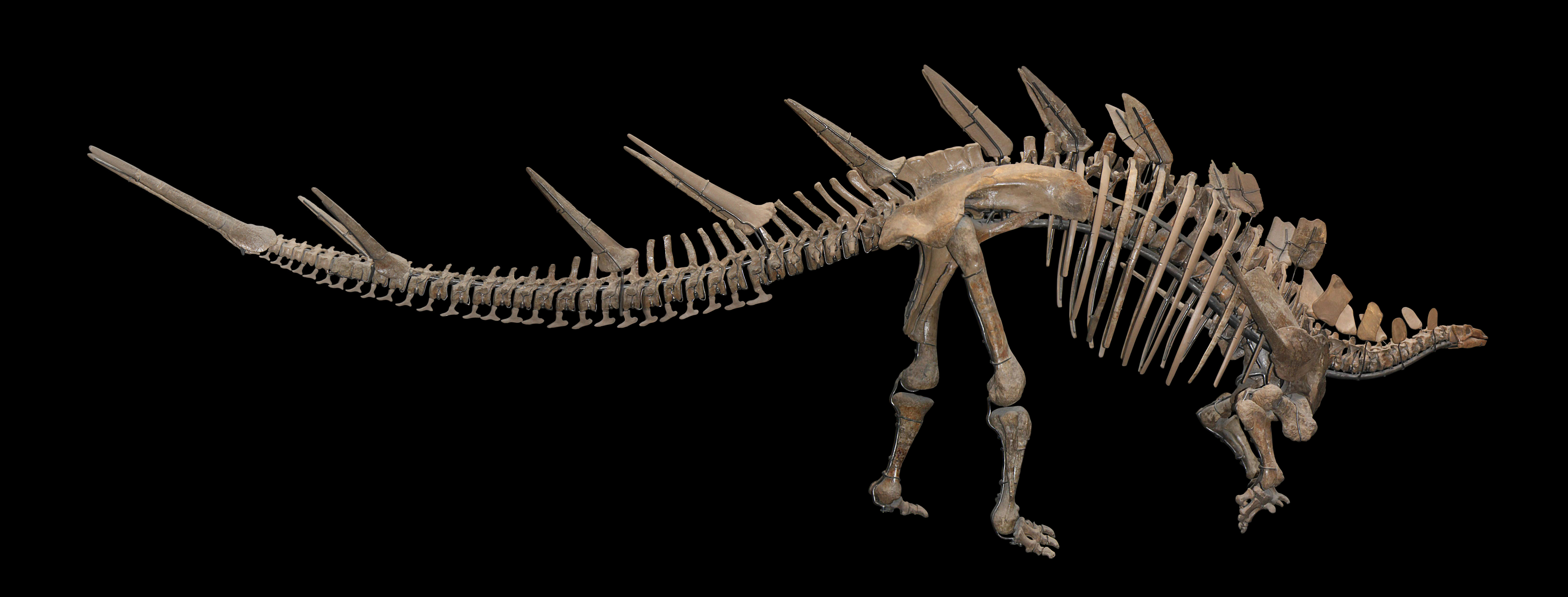
Scheletro di Kentrosaurus aethiopicus, estratto dagli scavi di 'St' a Kindope, Tendaguru, Tanzania; è lungo 4,5 m e oggi si trova al Museum für Naturkunde di Berlino

Uno degli aspetti più curiosi del Kentrosaurus è rappresentato dalle placche e dagli spuntoni del collo, del dorso e della coda. Dal collo fino alla sommità della schiena questo dinosauro presentava una doppia fila di placche ossee a forma di foglia e ricoperte di pelle, forse percorse da una fitta rete di capillari. Secondo i paleontologi, le placche vascolarizzate avevano lo scopo di regolare la temperatura, come nello stegosauro. Dalla metà del dorso le placche erano sostituite da spine ossee che arrivano anche a 60 cm di lunghezza: esse terminavano sulla coda con una coppia di spuntoni lunghi circa un metro. A queste difese si aggiungeva una coppia di spine che fuoriuscivano dal bacino.

### Tendini potenti
Come in tutti gli Stegosauri, la muscolatura del kentrosauro era particolarmente sviluppata tra la base della coda e il femore.
Era inoltre potenziata da un sistema di tendini, raccolti in fasci, che permettevano di mantenere la coda sollevata. In caso di pericolo l'animale voltava le spalle all'assalitore, agitando la coda con le sue temibili spine come arma di difesa. Pur non essendo un animale di grande cervello, il kentrosauro doveva essere dotato di una certa agilità e adattabilità. Ciò è testimoniato dalla diffusione di questi dinosauri, confermato anche dal gran numero di reperti.

## Paleobiologia

### Comportamento
Non è inverosimile immaginare che i giovani si affrontassero per gioco in finti duelli che permettevano di irrobustire la muscolatura e imparare le diverse tecniche di difesa. Branchi numerosi potevano essere molto utili nella difesa degli individui più deboli, anche se pare che il kentrosauro non avesse troppi nemici: persino i terribili allosauri che abitavano l'emisfero meridionale del Giurassico temevano le difese del kentrosauro.

### Riproduzione
Dopo l'accoppiamento le femmine deponevano uova di forma ovale, lunghe forse una ventina di centimetri, in un nido costituito da terriccio e vegetali che marcendo avrebbero tenuto al caldo le uova, come in una sorta di incubatrice naturale. I giovani e i cuccioli erano probabilmente protetti dalla madre fino al raggiungimento dell'indipendenza alimentare.

## Nella cultura di massa
Il Kentrosaurus, ha avuto una presenza limitata ma significativa nella cultura di massa, comparendo principalmente in videogiochi, opere educative e produzioni museali. Tra le sue apparizioni più famosi quella nel film L'era glaciale 3 - L'alba dei dinosauri (2009), sebbene venga ritratto con un collo straordinariamente lungo e senza le caratteristiche spine laterali, e in alcuni videogiochi come Jurassic Park: Operation Genesis (2003), Ark: Survival Evolved (2017), Jurassic World Evolution (2018) e Jurassic World Evolution 2 (2021).